# Metaphalangium
Genre
Synonymes
- Paropilio Roewer, 1911
- Odontosoma Šilhavý, 1946 nec Townsend 1916
- Apozacheus Šilhavý, 1965
- Metegaenus Šilhavý, 1965
- Parodontosoma Šilhavý, 1965

Metaphalangium est un genre d'opilions eupnois de la famille des Phalangiidae.

## Distribution
Les espèces de ce genre se rencontrent dans le bassin méditerranéen.

## Liste des espèces
Selon World Catalogue of Opiliones (03/05/2021) :
- Metaphalangium abruptum (Roewer, 1923)
- Metaphalangium abstrusum (Koch, 1882)
- Metaphalangium albounilineatum (Lucas, 1846)
- Metaphalangium bispinifrons (Roewer, 1911)
- Metaphalangium cirtanum (Koch, 1839)
- Metaphalangium corsicum (Roewer, 1956)
- Metaphalangium lusitanicum (Roewer, 1956)
- Metaphalangium monticola (Mkheidze, 1952)
- Metaphalangium punctatum (Roewer, 1956)
- Metaphalangium spinipes (Roewer, 1956)
- Metaphalangium strandi (Nosek, 1905)
- Metaphalangium sudanum Roewer, 1961
- Metaphalangium tuberculatum (Lucas, 1846)

## Publication originale
- Roewer, 1911 : « Übersicht der Genera der Subfamilie der Phalangiini der Opiliones Palpatores nebst Beschreibung einiger neuer Gattungen und Arten. » Archiv für Naturgeschichte, vol. 77, p. 1–106 (texte intégral).